# Grand Prix de Macao de Formule 3 1985
Le Grand Prix de Macao de Formule 3 1985 est la 32e édition de l'épreuve macanaise réservée aux monoplaces de Formule 3. Elle s'est déroulée le 24 novembre 1985 sur le tracé urbain de Guia.

## Participants
| No                       | Pilotes               | Voitures           | Écuries                            |
| ------------------------ | --------------------- | ------------------ | ---------------------------------- |
| 1                        | Mike Thackwell        | Ralt Volkswagen    | Eddie Jordan / Theodore Racing     |
| 2                        | Emanuele Pirro        | Ralt Volkswagen    | Eddie Jordan / Theodore Racing     |
| 3                        | Maurício Gugelmin     | Ralt Volkswagen    | West Surrey Racing (en) / Theodore |
| 5                        | Martin Brundle        | Reynard Volkswagen | David Price Racing                 |
| 6                        | Roberto Guerrero      | Reynard Volkswagen | David Price Racing                 |
| 7                        | Johnny Dumfries       | Reynard Volkswagen | David Price Racing                 |
| 8                        | John Nielsen          | Ralt Volkswagen    | Intersport Racing                  |
| 9                        | René Arnoux           | Ralt Volkswagen    | Murray Taylor Racing               |
| 10                       | Jo Gartner            | Reynard Volkswagen | Walter Funda Racing                |
| 11                       | Kenny Acheson         | Reynard Toyota     | Nova Engineering                   |
| 12                       | Christian Danner      | Ralt Volkswagen    | Bertram Schäfer Racing             |
| 15                       | Kris Nissen           | Ralt Volkswagen    | Bertram Schäfer Racing             |
| 16                       | Didier Theys          | Martini Alfa Romeo | Serge Saulnier                     |
| 17                       | Pierre-Henri Raphanel | Martini Alfa Romeo | Oreca Team                         |
| 18                       | Jan Lammers           | Ralt Volkswagen    | Intersport Racing                  |
| 19                       | Slim Borgudd          | Ralt Volkswagen    | Chantaler Avia                     |
| 21                       | Franco Forini         | Dallara Volkswagen | Forti Corse                        |
| 22                       | Adrián Campos         | Dallara Volkswagen | Forti Corse                        |
| 23                       | Fabrizio Barbazza     | Dallara Alfa Romeo | Venturini Racing                   |
| 25                       | Marco Apicella        | Dallara Alfa Romeo | Apicella Racing                    |
| 26                       | Volker Weidler        | Ralt Volkswagen    | Werner Schröder                    |
| 27                       | Andy Wallace          | Reynard Volkswagen | Swallow Racing                     |
| 28                       | Franz Konrad          | Reynard Volkswagen | Swallow Racing                     |
| 29                       | Hideshi Matsuda (en)  | Ralt Nissan        | Nissan Motorsport                  |
| 29*                      | Geoff Lees            | Ralt Toyota        | Tom's Racing Team                  |
| 30                       | Russell Spence (en)   | Ralt Volkswagen    | Warmastyle Team                    |
| 31                       | Thomas Danielsson     | Reynard Volkswagen | Madgwick Motorsport                |
| 32                       | Aguri Suzuki          | Ralt Nissan        | Nissan Motorsport                  |
| 33                       | Shuji Hyodo           | Hayashi Toyota     | Team Kitamura                      |
| 35                       | David Scott           | Ralt Volkswagen    | Mint Engineering                   |
| 66                       | Ross Cheever          | Ralt Volkswagen    | Valour Racing                      |
| Légende : * → Non admis. |                       |                    |                                    |

## 1recourse
Qualification
| Ligne | Positions sur la grille de départ,     | Positions sur la grille de départ,         | Positions sur la grille de départ, |
| ----- | -------------------------------------- | ------------------------------------------ | ---------------------------------- |
| 1re   | 1. Maurício Gugelmin (2 min 23 s 190)  | 2. Emanuele Pirro (2 min 24 s 030)         |                                    |
| 2e    | 3. Jan Lammers (2 min 24 s 210)        | 4. Mike Thackwell (2 min 24 s 280)         |                                    |
| 3e    | 5. Martin Brundle (2 min 24 s 830)     | 6. Roberto Guerrero (2 min 24 s 990)       |                                    |
| 4e    | 7. Ross Cheever (2 min 25 s 050)       | 8. Volker Weidler (2 min 25 s 270)         |                                    |
| 5e    | 9. John Nielsen (2 min 25 s 460)       | 10. Jo Gartner (2 min 25 s 500)            |                                    |
| 6e    | 11. David Scott (2 min 25 s 500)       | 12. Christian Danner (2 min 25 s 820)      |                                    |
| 7e    | 13. Andy Wallace (2 min 25 s 870)      | 14. René Arnoux (2 min 25 s 940)           |                                    |
| 8e    | 15. Johnny Dumfries (2 min 25 s 980)   | 16. Franco Forini (2 min 25 s 980)         |                                    |
| 9e    | 17. Marco Apicella (2 min 26 s 030)    | 18. Didier Theys (2 min 26 s 310)          |                                    |
| 10e   | 19. Kenny Acheson (2 min 26 s 700)     | 20. Russell Spence (2 min 26 s 720)        |                                    |
| 11e   | 21. Fabrizio Barbazza (2 min 26 s 860) | 22. Slim Borgudd (2 min 26 s 960)          |                                    |
| 12e   | 23. Kris Nissen (2 min 27 s 110)       | 24. Pierre-Henri Raphanel (2 min 27 s 330) |                                    |
| 13e   | 25. Franz Konrad (2 min 27 s 890)      | 26. Adrián Campos (2 min 28 s 760)         |                                    |
| 14e   | 27. Thomas Danielsson (2 min 30 s 550) | 28. Aguri Suzuki (2 min 31 s 160)          |                                    |
| 15e   | 29. Shuji Hyodo (2 min 32 s 760)       | 30. Hideshi Matsuda (2 min 36 s 210)       |                                    |

Résultat
| Pos. | no | Pilotes               | Voitures           | Tours | Temps/Abd.       |
| ---- | -- | --------------------- | ------------------ | ----- | ---------------- |
| 1    | 3  | Maurício Gugelmin     | Ralt Volkswagen    | 12    | 29 min 9 s 740   |
| 2    | 1  | Mike Thackwell        | Ralt Volkswagen    | 12    | + 8 s 180        |
| 3    | 18 | Jan Lammers           | Ralt Volkswagen    | 12    | + 11 s 770       |
| 4    | 6  | Roberto Guerrero      | Reynard Volkswagen | 12    | + 15 s 450       |
| 5    | 8  | John Nielsen          | Ralt Volkswagen    | 12    | + 16 s 180       |
| 6    | 27 | Andy Wallace          | Reynard Volkswagen | 12    | + 16 s 320       |
| 7    | 25 | Marco Apicella        | Dallara Alfa Romeo | 12    | + 23 s 930       |
| 8    | 9  | René Arnoux           | Ralt Volkswagen    | 12    | + 25 s 600       |
| 9    | 26 | Volker Weidler        | Ralt Volkswagen    | 12    | + 26 s 860       |
| 10   | 66 | Ross Cheever          | Ralt Volkswagen    | 12    | + 28 s 200       |
| 11   | 12 | Christian Danner      | Ralt Volkswagen    | 12    | + 29 s 660       |
| 12   | 30 | Russell Spence        | Ralt Volkswagen    | 12    | + 35 s 520       |
| 13   | 17 | Pierre-Henri Raphanel | Martini Alfa Romeo | 12    | + 41 s 250       |
| 14   | 7  | Johnny Dumfries       | Reynard Volkswagen | 12    | + 46 s 940       |
| 15   | 22 | Adrián Campos         | Dallara Volkswagen | 12    | + 53 s 090       |
| 16   | 10 | Jo Gartner            | Ralt Volkswagen    | 12    | + 54 s 580       |
| 17   | 16 | Didier Theys          | Martini Alfa Romeo | 12    | + 57 s 010       |
| 18   | 19 | Slim Borgudd          | Ralt Volkswagen    | 12    | + 1 min 7 s 480  |
| 19   | 32 | Aguri Suzuki          | Ralt Nissan        | 12    | + 1 min 21 s 150 |
| 20   | 23 | Fabrizio Barbazza     | Dallara Alfa Romeo | 11    | + 1 tour         |
| 21   | 35 | David Scott           | Ralt Volkswagen    | 11    | + 1 tour         |
| 22   | 33 | Shuji Hyodo           | Hayashi Toyota     | 10    | + 2 tours        |
| 23   | 28 | Franz Konrad          | Reynard Volkswagen | 10    | + 2 tours        |
| 24   | 2  | Emanuele Pirro        | Ralt Volkswagen    | 9     | + 3 tours        |
| 25   | 11 | Kenny Acheson         | Reynard Toyota     | 9     | + 3 tours        |

## 2ecourse
Qualification
| Ligne                        | Positions sur la grille de départ,         | Positions sur la grille de départ,   | Positions sur la grille de départ, |
| ---------------------------- | ------------------------------------------ | ------------------------------------ | ---------------------------------- |
| 1re                          | 1. Maurício Gugelmin (2 min 23 s 190)      | 2. Mike Thackwell (2 min 24 s 280)   |                                    |
| 2e                           | 3. Jan Lammers                             | 4. Roberto Guerrero (2 min 24 s 990) |                                    |
| 3e                           | 5. John Nielsen (2 min 25 s 460)           | 6. Andy Wallace (2 min 25 s 870)     |                                    |
| 4e                           | 7. Marco Apicella (2 min 26 s 030)         | 8. René Arnoux                       |                                    |
| 5e                           | 9. Volker Weidler                          | 10. Ross Cheever                     |                                    |
| 6e                           | 11. Christian Danner                       | 12. Russell Spence (2 min 26 s 720)  |                                    |
| 7e                           | 13. Pierre-Henri Raphanel (2 min 27 s 330) | 14. Johnny Dumfries                  |                                    |
| 8e                           | 15. Adrián Campos (2 min 28 s 760)         | 16. Jo Gartner                       |                                    |
| 9e                           | 17. Didier Theys                           | 18. Slim Borgudd                     |                                    |
| 10e                          | 19. Aguri Suzuki (2 min 31 s 160)          | 20. Fabrizio Barbazza                |                                    |
| 11e                          | 21. David Scott                            | 22. Shuji Hyodo (2 min 32 s 760)     |                                    |
| 12e                          | 23. Franz Konrad                           | 24. Emanuele Pirro                   |                                    |
| 13e                          | 25. Kenny Acheson                          | 26. Franco Forini                    |                                    |
| Np.                          | Martin Brundle Hideshi Matsuda             | Kris Nissen Thomas Danielsson        |                                    |
| Légende : Np. → Non partant. |                                            |                                      |                                    |

Résultat
Le meilleur tour est effectué par Mike Thackwell en 2 min 22 s 910 (154,041 km/h),.
| Pos. | no | Pilotes           | Voitures           | Tours | Temps/Abd.      |
| ---- | -- | ----------------- | ------------------ | ----- | --------------- |
| 1    | 3  | Maurício Gugelmin | Ralt Volkswagen    | 15    | 36 min 7 s 340  |
| 2    | 1  | Mike Thackwell    | Ralt Volkswagen    | 15    | + 1 s 350       |
| 3    | 6  | Roberto Guerrero  | Reynard Volkswagen | 15    | + 7 s 250       |
| 4    | 18 | Jan Lammers       | Ralt Volkswagen    | 15    | + 7 s 900       |
| 5    | 8  | John Nielsen      | Ralt Volkswagen    | 15    | + 12 s 180      |
| 6    | 26 | Volker Weidler    | Ralt Volkswagen    | 15    | + 26 s 070      |
| 7    | 9  | René Arnoux       | Ralt Volkswagen    | 15    | + 26 s 800      |
| 8    | 30 | Russell Spence    | Ralt Volkswagen    | 15    | + 30 s 930      |
| 9    | 10 | Jo Gartner        | Ralt Volkswagen    | 15    | + 39 s 150      |
| 10   | 27 | Andy Wallace      | Reynard Volkswagen | 15    | + 46 s 820      |
| 11   | 11 | Kenny Acheson     | Reynard Toyota     | 15    | + 1 min 0 s 580 |
| 12   | 19 | Slim Borgudd      | Ralt Volkswagen    | 15    | + 1 min 1 s 010 |
| 13   | 33 | Shuji Hyodo       | Hayashi Toyota     | 14    | + 1 tour        |
| 14   | 28 | Franz Konrad      | Reynard Volkswagen | 14    | + 1 tour        |
| 15   | 7  | Johnny Dumfries   | Reynard Volkswagen | 13    | + 2 tours       |
| 16   | 2  | Emanuele Pirro    | Ralt Volkswagen    | 13    | + 2 tours       |

## Résultat final
| Pos. | no | Pilotes               | Voitures           | Tours | Temps/Abd.         |
| ---- | -- | --------------------- | ------------------ | ----- | ------------------ |
| 1    | 3  | Maurício Gugelmin     | Ralt Volkswagen    | 27    | 1 h 5 min 17 s 180 |
| 2    | 1  | Mike Thackwell        | Ralt Volkswagen    | 27    | + 9 s 530          |
| 3    | 18 | Jan Lammers           | Ralt Volkswagen    | 27    | + 19 s 670         |
| 4    | 6  | Roberto Guerrero      | Reynard Volkswagen | 27    | + 22 s 700         |
| 5    | 8  | John Nielsen          | Ralt Volkswagen    | 27    | + 28 s 360         |
| 6    | 9  | René Arnoux           | Ralt Volkswagen    | 27    | + 52 s 400         |
| 7    | 26 | Volker Weidler        | Ralt Volkswagen    | 27    | + 52 s 930         |
| 8    | 27 | Andy Wallace          | Reynard Volkswagen | 27    | + 1 min 3 s 140    |
| 9    | 30 | Russell Spence        | Ralt Volkswagen    | 27    | + 1 min 6 s 450    |
| 10   | 10 | Jo Gartner            | Ralt Volkswagen    | 27    | + 1 min 33 s 730   |
| 11   | 19 | Slim Borgudd          | Ralt Volkswagen    | 27    | + 2 min 8 s 490    |
| 12   | 7  | Johnny Dumfries       | Reynard Volkswagen | 25    | + 2 tours          |
| 13   | 33 | Shuji Hyodo           | Hayashi Toyota     | 24    | + 3 tours          |
| 14   | 11 | Kenny Acheson         | Reynard Toyota     | 24    | + 3 tours          |
| 15   | 28 | Franz Konrad          | Reynard Volkswagen | 24    | + 3 tours          |
| 16   | 17 | Pierre-Henri Raphanel | Martini Alfa Romeo | 23    | + 4 tours          |
| 17   | 2  | Emanuele Pirro        | Ralt Volkswagen    | 22    | + 5 tours          |
| 18   | 12 | Christian Danner      | Ralt Volkswagen    | 21    | + 6 tours          |
| 19   | 35 | David Scott           | Ralt Volkswagen    | 21    | + 6 tours          |